# Zillur Rahman
Mohammed Zillur Rahman (Brahmanbaria, Raj britànic, 9 de març de 1929 - Singapur, 20 de març de 2013) va ser el President de Bangladesh. Va ser declarat president per la Comissió Electoral de Bangladesh l'11 de febrer de 2009 en no presentar-se cap altre candidat a l'elecció presidencial.
Rhaman va ser el membre de més edat del Presidium del seu partit, la Lliga Awami. Va començar la seva carrera política en l'Assemblea Nacional de Pakistan i va participar activament en la Guerra d'Alliberament. Amb la independència va passar a ser el Secretari General de la Lliga Awami el 1972 i parlamentari a l'any següent. Després de l'assassinat del primer president, Sheikh Mujibur Rahman va ser empresonat quatre anys per la junta militar. Va tornar a ser parlamentari i entre 1996 i 2001 va ser Ministre de Govern Local, Desenvolupament Rural i Cooperació.
Rhaman va morir el 20 de març de 2013 a l'Hospital Munti Elisabeth de Singapur a causa de problemes respiratoris severs que patia, després de ser ingressat prèviament en un hospital militar a Bangladesh.